# Балкан махала
Балкан махала е село в Южна България. То се намира в община Лъки, област Пловдив.

## География
Село Балкан Махала се намира в планински район в Преспанския дял (рид Чернатица) в Родопите в района на община Лъки, Пловдивска област. Разположено е в местност с югозападно изложение, в близост до река Манастирска – бистър балкански поток, в който се въди балканска пъстърва. Южно от селото се намира един от най-високите родопски върхове Преспа (Чил тепе), с 2001 метра надморска височина от където при изгрев слънце се открива панорама към Беломорието. Местността е силно насечена от редуващи се дълбоки дерета, била и върхове. Крушовска река ограничава землището откъм североизток, река Манастирска от запад, а от юг връх Преспа.

## История
Село Балкан Махала е заселено през 1850 година. Основателите му са жителите от с.Давидково: Балигаджа, Емин Гаджа, Мазъра, Ахмед Салих Куцото, Хасангара и други, начело с Шериф ага (Кара Шериф). Землището на Балкан махла е част от Общия балкан, затова се е и нарекло Балкан махала. Кара Шериф постепенно завладял една пета от нивите, ливадите и горите на землището на новата махала и станал нейният неоспорван първенец. Той закупил и една пета част от планината Гърковица, пострил си чифлик, имал 5 чифта волове и 700-800 овце, 40 глави едър добитък (мулета, крави и коне). Шериф Ага бил считан за много съобразителен и находчив стопанин. Той довел вода до своята къща, направил там вир, а от вира до нивите прокопал една вада, по която течащата вода пренасяла оборския тор от торището до нивите.
Шериф ага единствен в селото имал „ачик одая“, в която приемал приходящи гости и случайни минувачи. Всеки гостенин на одаята имал право да се нахрани с айрян и хляб.
През 1902 година балканмахаленци се изселили в Турция, тъй като след Освобождението границата с Турция минавала на километри от селото и то попаднало в пределите на България. Цялото село Манастир, заедно с жените и децата излязло на турско-българската граница да изпрати своите „комшии“.
През 1903 година в запустялото село Балкан Махала се заселили давидковците: братя Ченгалови, Панайот Георгиев, Христо и Георги Стоянови, Гаврил и Стоян Шодови, а по-късно към тях се присъединили Илия Терзиев, Петър Колев, Христо Стоев и Христо Урумов. След заселването на българите в Балкан махала, джамията била веднага разделена на две: едната част била превърната в училище, а другата в църква, която носи името „Св. св. Кирил и Методий“.

## Културни и природни забележителности
Сред местните забележителности е параклисът „Пресвета Богородица“, построен от Йордан Панайотов на 2 км. над село Балкан Махала и възстановен през 2002 година с дарения и помощ от жителите на селото, както и църквата „Св. св. Кирил и Методий“.

## Редовни събития
От възстановяването на параклиса през 2002 г. всяка година на деня на Рождество на Пресвета Богородица се провежда събор, организиран от ентусиасти от селото. Съборът се провежда в местността Дварниците, където се намира и самият параклис.

## Други
Селото разполага с туристическа спалня с 25 легла, кухня и столова.
- Село Балкан махала – поглед от юг
- Църквата Св. св. Кирил и Методий в с. Балкан Махала
- Параклис „Пресвета Богородица“
- Туристическа спалня с. Балкан Махала